# Colonna di Giustiniano

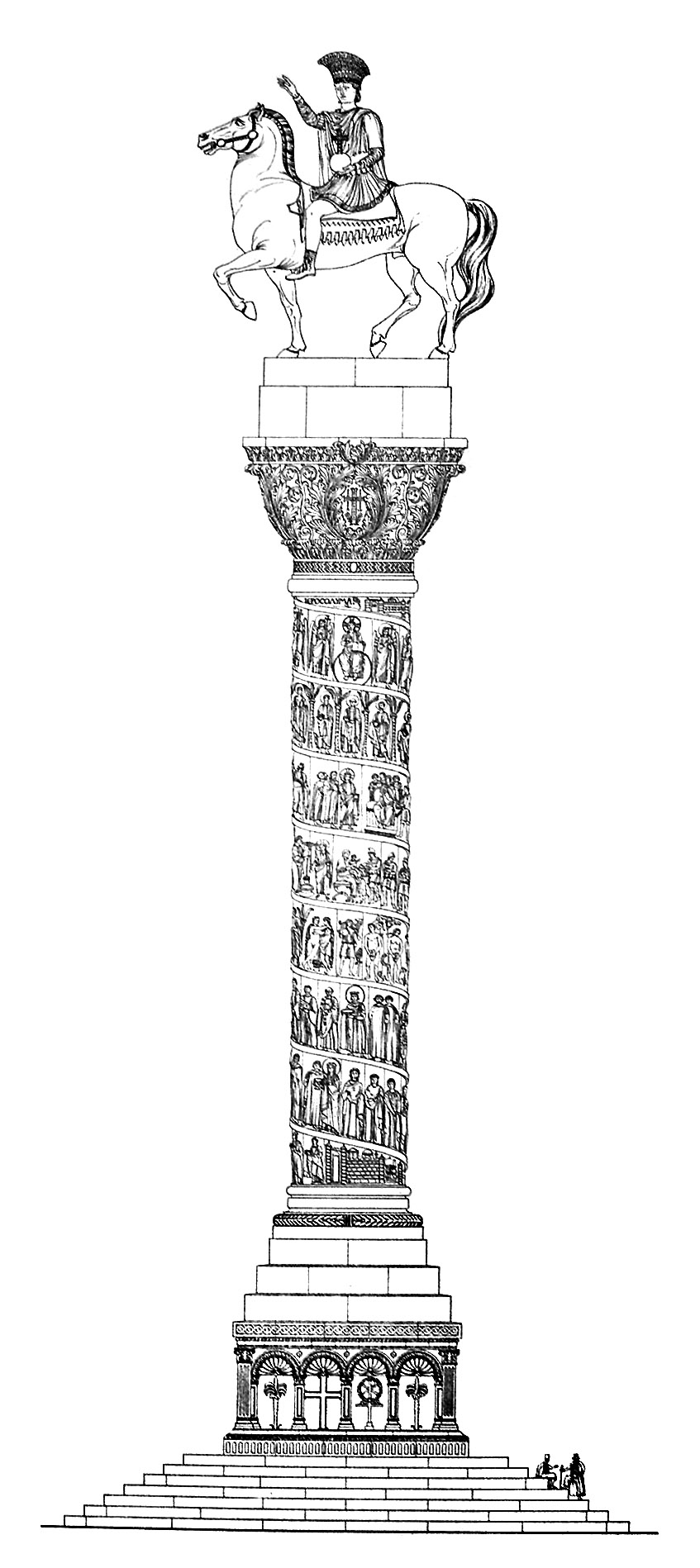
Ricostruzione della colonna, Cornelius Gurlitt, 1912. Il disegno è errato, poiché non era coclide (non aveva alcun fregio sul fusto).

La colonna di Giustiniano I era una colonna trionfale monumentale eretta a Costantinopoli dall'imperatore bizantino Giustiniano I per commemorare le vittorie conseguite nel 543. Era situata nella grande piazza dell'Augustaion, tra Hagia Sophia e il Gran Palazzo.

## Storia
La colonna era fatta di pietra e ricoperta di bronzo e sorgeva su un piedistallo di marmo. Sulla sommità era presente una statua equestre, anch'essa di bronzo, dell'imperatore Giustiniano vestito da trionfatore (l'abito di Achille, così come viene chiamato da Procopio, lo storico di Giustiniano I), con il busto coperto da una corazza e il capo cinto da un elmo decorato con piume di pavone (il toupha). La mano sinistra sorreggeva un globo crucigero, segno della vittoria, mentre il braccio destro era steso verso est.

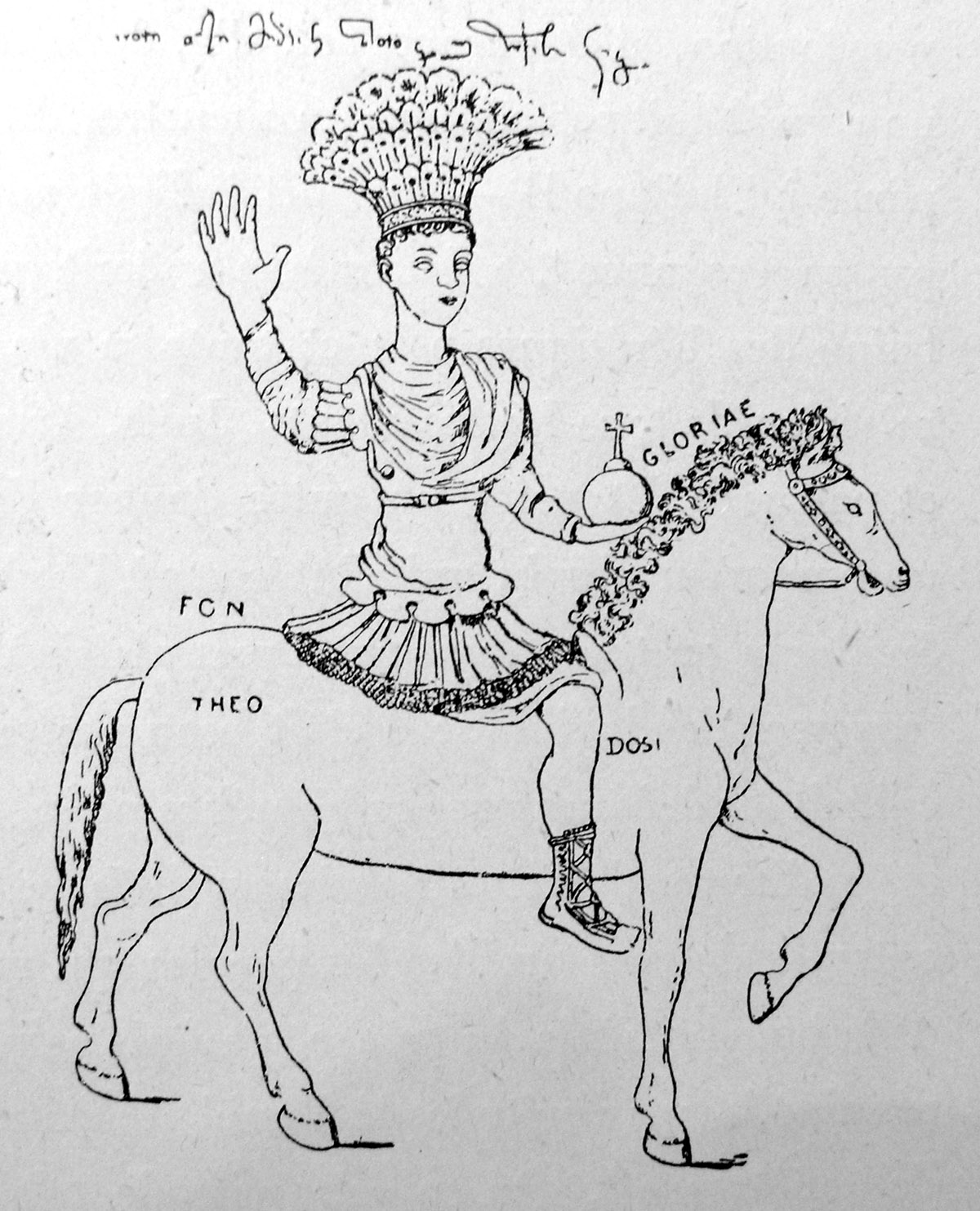
La statua che ornava la sommità della colonna così come disegnata da Ciriaco d'Ancona verso il 1430.

La colonna si preservò intatta sino al tardo periodo imperiale, quando venne descritta da Niceforo Gregora. A quel tempo si era persa la memoria e la statua veniva erroneamente attribuita a Costantino I. La colonna rappresentava il genius loci della città, e poco dopo la conquista di Costantinopoli del 1453 da parte degli Ottomani di Maometto II la statua venne asportata in un atto di supremazia. La colonna stessa venne distrutta attorno al 1515. Pierre Gilles, uno studioso francese che si trovava attorno al 1540 a Costantinopoli, diede un resoconto dei resti della statua, che erano stati depositati al palazzo Topkapi.
(Pierre Gilles)
I resti della statua vennero fusi per realizzare cannoni.